# Schunkea vierlingii
Schunkea es un género monotípico de orquídeas. Su única especie: Schunkea vierlingii Senghas, Palmengarten 58: 128 (1994), es originaria de Brasil en Espirito Santo.

## Descripción
Es una especie de orquídea de pequeño tamaño que prefiere el clima cálido. Tiene hábitos de epífita con pseudobulbo cilíndrico, longitudinalmente surcado y  envuelto por una vaina basal y con una sola hoja, apical, lanceolada, subcoriácea y aguda. Florece en la primavera en una inflorescencia corta, colgante con  3 a 4 flores que es mucho más corta que la hoja . Surge de la axila de la vaina basal.

## Distribución y hábitat
Se encuentra solo en el estado de Espírito Santo de Brasil en las selvas tropicales de montaña en alturas de 500 a 1000 metros.

## Taxonomía
Schunkea vierlingii fue descrita por Karlheinz Senghas y publicado en Der Palmengarten 58(2): 128, f. 1–3. 1994.